# Turbo-Union RB199
Turbo-Union RB199 je trigredni nizkoobtočni turboventilatorski motor z dodatnim zgorevanjem. Motor so v 1970ih skupaj razvili Rolls-Royce, MTU in FiatAvio. RB199 se uporablja samo na lovcu Panavia Tornado, ki ima nameščena dva motorja. Posebnost motorja je trigredna konfiguracija, večina drugih lovcev uporablja dvogredne motorje.

## Specifikacije (RB199-104)
- Tip: trigredni nizkoobtočni turbofan z dodatnim zgorevanjem
- Dolžina: 3600 mm (142 in)
- Premer: 720 mm (28,3 in)
- Teža: 976 kilogramov (2151 lb)
- Kompresor: 3-stopenjski nizkotlačni, 3-stopenjski srednjetlačni,6-stopenjski visokotlačni (vsi trije aksialni)
- Turbina: 1-stopenjska visoktlačna, 1-stopenjska srednjetlačna, 2-stopenjska nizkotlačna (vse tri aksialne)

- Maks. potisk: 40 kN (9100 lbf) suh, 73 kN (16400 lbf) z dodatnim zgorevanjem
- Tlačno razmereje: 23,5:1
- Obtočno razmerje: 1,1:1
- Razmerje potisk/teža: 7,6:1 (z dodatnim zgorevanjem)